# Labdarúgó-játékvezetők listája

## Az Óceániai Labdarúgó-szövetség (OFC) játékvezetői
- Andrew Achari (1973–) Fidzsi-szigeteki nemzetközi játékvezető
- George Bruce (1972–) vanuatui nemzetközi játékvezető
- Matthew Conger (1978–) új-zélandi nemzetközi játékvezető
- Gary Fleet (1948–) új-zélandi nemzetközi játékvezető
- Lencie Fred (1968–) vanuatui nemzetközi játékvezető, sportvezető
- Norbert Hauata (1979–) tahiti nemzetközi játékvezető
- Michael Hester (1972–) új-zélandi nemzetközi játékvezető
- Anna-Marie Keighley (1982–) új-zélandi nemzetközi játékvezető
- William Munro (1942–) új-zélandi nemzetközi játékvezető
- Hari Raj Naicker (1937–2020) Fidzsi-szigeteki nemzetközi játékvezető, sportvezető
- Peter O’Leary (1972–) új-zélandi nemzetközi játékvezető
- Rakesh Varman (1968–) Fidzsi-szigeteki nemzetközi játékvezető
- Finau Vulivuli (1982–) Fidzsi-szigeteki nemzetközi játékvezető
- Abdelkader Zitouni (1981–) tunéziai származású tahiti nemzetközi játékvezető

## Az Európai Labdarúgó-szövetség (UEFA) játékvezetői
| Ábécé szerinti tartalomjegyzék                                                                           |
| --- |
| A, Á B C Cs D Dz Dzs E, É F G Gy H I, Í J K L Ly M N Ny O, Ó Ö, Ő P Q R S Sz T Ty U, Ú Ü, Ű V W X Y Z Zs |

## A
- John Adair (1918–?) északír nemzetközi játékvezető
- Charles Agius (1955–) máltai nemzetközi játékvezető
- Szótosz Afxendíu (1942–) ciprusi nemzetközi játékvezető
- Emir Alečković (1979–) bosznia-hercegovinai nemzetközi játékvezető
- Szergej Alimov (1921–1990) orosz nemzetközi játékvezető
- Ole Amundsen (1940–2019) dán nemzetközi játékvezető
- Lauritz Andersen (1887–?) dán nemzetközi játékvezető
- Peder Christian Andersen (1892–1964) norvég sporttisztviselő, újságíró, nemzetközi játékvezető
- Mihajlo Andrejević (1898–1989) szerb nemzetközi játékvezető, orvos, egyetemi tanár
- Kęstutis Andziulis (1929–2007) litván nemzetközi játékvezető, edző, sportújságíró
- Vladimir Antonov (1958–) moldáv nemzetközi játékvezető
- Zoran Arsić (1962–) szerb nemzetközi játékvezető
- John Ashman (1955–) walesi nemzetközi játékvezető
- Menáhém Askenází (1934–2000) izraeli nemzetközi játékvezető
- Aksel Asmussen (1909–1989) dán nemzetközi játékvezető
- Tony Asumaa (1968–) finn nemzetközi játékvezető
- Szotírisz Aszprojérakasz (1903–1987) görög nemzetközi játékvezető
- Joseph Attard (1965–) máltai nemzetközi játékvezető
- Natalja Avdoncsenko (1967–) orosz nemzetközi játékvezető
- Ali Aydın (1961–) török nemzetközi játékvezető
- Fırat Aydınus (1973–) török nemzetközi játékvezető
- Eldar Əzimzadə (1939–2003) azeri nemzetközi játékvezető
- Edgar Azzopardi (1943–) máltai nemzetközi játékvezető
- Esther Azzopardi (1981–) máltai nemzetközi játékvezető

## B
- Doğan Babacan (1929–2018) török labdarúgó, nemzetközi játékvezető
- Tofiq Bəhramov (1925–1993) azeri nemzetközi játékvezető
- Živko Bajić (1924–?) szerb nemzetközi játékvezető
- Folke Bålstad (1907–1976) norvég nemzetközi játékvezető
- Herbert Barr (1953–) északír nemzetközi játékvezető
- Sandra Braz Bastos (1978–) portugál nemzetközi játékvezető
- Jurij Baszkakov (1964–) orosz nemzetközi játékvezető
- Lucílio Batista (1965–) portugál nemzetközi játékvezető
- Ivan Bebek (1977–) horvát nemzetközi játékvezető
- Roland Beck (1959–) liechtensteini nemzetközi játékvezető
- Todor Becsirov (1927–2010) bolgár nemzetközi játékvezető
- Erik Beijar (1921–1993) válogatott finn labdarúgó, olimpikon, nemzetközi játékvezető
- Pjotr Belov (1909–1985) orosz nemzetközi játékvezető
- Bohdan Benedik (1954–2006) szlovák nemzetközi játékvezető
- Olegário Benquerença (1969–) portugál nemzetközi játékvezető
- Joaquim Bento Marques (1956–) portugál nemzetközi játékvezető
- Egil Bergstad (1930–2012) norvég nemzetközi játékvezető
- Mateo Beusan (1951–) horvát nemzetközi játékvezető
- Jórgosz Bíkasz (1955–) görög nemzetközi játékvezető
- Reidar Bjørnestad (1949–2005) norvég nemzetközi játékvezető
- Paul Bonett (1930–2019) máltai nemzetközi játékvezető
- Jórgosz Borovílosz (1960–) görög nemzetközi játékvezető
- Gilbert Bowman (1918–1985) skót nemzetközi játékvezető
- Emil Bozsinovszki (1964–) macedón nemzetközi játékvezető
- Bragi Bergmann (1959–) izlandi nemzetközi játékvezető
- Athanásziosz Briákosz (1967–) görög nemzetközi játékvezető
- Ronald Bridges (1940–) walesi nemzetközi játékvezető
- Anthony Briguglio (1934–) máltai nemzetközi játékvezető
- Julius Brüll (1893–1957) szlovák nemzetközi játékvezető
- Branko Bujić (1947–) szerb nemzetközi játékvezető
- Alekszandr Bulasenko (1961–) szovjet-orosz labdarúgó, nemzeti játékvezető
- Keith Burge (1950–) walesi nemzetközi játékvezető
- Andrej Butyenko (1954–) orosz nemzetközi játékvezető
- Valerij Butyenko (1941–2020) szovjet-orosz labdarúgó, nemzetközi játékvezető
- Hubert Byrne (1959–) ír nemzetközi játékvezető

## C
- Miloš Čajić (1936–?) szerb nemzetközi játékvezető
- Ahmet Çakar (1962–) török nemzetközi játékvezető, újságíró
- Cüneyt Çakır (1976–) török nemzetközi játékvezető
- Leo Callaghan (1924–1987) walesi nemzetközi játékvezető
- Joaquim Campos (1924–2016) portugál nemzetközi játékvezető
- Ratko Čanak (1930–?) szerb nemzetközi játékvezető
- Džemal Carlija (1955–) bosznia-hercegovinai nemzetközi játékvezető
- John Carpenter (1936–2021) ír nemzetközi játékvezető
- Richard Casha (1930–2018) máltai nemzetközi játékvezető
- Joseph Cassar Naudi (1925–2015) máltai nemzetközi játékvezető
- Darko Čeferin (1968–) szlovén nemzetközi játékvezető
- Svend Erik Christensen (1949–) dán nemzetközi játékvezető
- Preben Christophersen (1930–?) dán nemzetközi játékvezető
- Vojtěch Christov (1945–) szlovák nemzetközi játékvezető
- Kenny Clark (1961–) skót nemzetközi játékvezető
- Peter Coates (1924–2013) ír nemzetközi játékvezető
- Jacques Colling (1926–2014) luxemburgi nemzetközi játékvezető
- William Collum (1979–) skót nemzetközi játékvezető
- Velicsko Concsev (1942–) bolgár nemzetközi játékvezető
- Keith Cooper (1948–) walesi nemzetközi játékvezető, rádiós kommentátor
- Jorge Monteiro Coroado (1956–) portugál nemzetközi játékvezető, újságíró, televíziós kommentátor
- Cesar Correia (1935–?) portugál nemzetközi játékvezető
- Antónia Costa (1960–) portugál nemzetközi játékvezető
- Paulo Costa (1964–) portugál nemzetközi játékvezető
- Mark Courtney (1972–) északír nemzetközi játékvezető

## Cs
- Nyesztor Cshatarasvili (1912–1993) grúz labdarúgó, nemzetközi játékvezető, sportvezető

## D
- Hugh Dallas (1957–) skót nemzetközi játékvezető
- Rhona Daly (1979–) ír nemzetközi játékvezető
- Jan Damgaard (1953–) dán nemzetközi játékvezető
- Ezio Damiani (1910–1982) horvát nemzetközi játékvezető
- Robert Davidson (1928–1993) skót nemzetközi játékvezető
- Sadık Deda (1947–) török nemzetközi játékvezető
- Dejan Delević (1961–) szerb nemzetközi játékvezető
- Bülent Demirlek (1975–) török nemzetközi játékvezető
- Selçuk Dereli (1969–) török nemzetközi játékvezető
- Vaszílisz Diamandópulosz (1902–?) görög nemzetközi játékvezető
- Ertuğrul Dilek (1935–?) török nemzetközi játékvezető
- Mihail Dmitrijev (1907–1965) orosz nemzeti játékvezető
- Ivan Dobrinov (1960–) bolgár nemzetközi játékvezető
- Bogdan Docsev (1935–2017) bolgár labdarúgó, nemzetközi játékvezető
- Oliver Donnelly (1944–2004) északír nemzetközi játékvezető
- Stuart Dougal (1962–) skót nemzetközi játékvezető
- Algirdas Dubinskas (1958–2010) litván nemzetközi játékvezető
- Nikola Dudin (1932–2001) bolgár nemzetközi játékvezető

## E
- Emile Eischen (1907–1983) luxemburgi nemzetközi játékvezető
- Katriina Elovirta (1961–2018) finn nemzetközi játékvezető
- Orhan Erdemir (1963–) török nemzetközi játékvezető
- Arne Eriksson (1916–1983) finn nemzetközi játékvezető
- Emil Erlich (1910–1972) szlovén nemzetközi játékvezető
- Ejner Espersen (1929–2009) dán nemzetközi játékvezető
- Eyjólfur Ólafsson (1953–) izlandi nemzetközi játékvezető
- Eysteinn Guðmundsson (1941–2020) izlandi nemzetközi játékvezető

## F
- Josip Fabris (1897–1958) horvát nemzetközi játékvezető
- Eamonn Farrell (1940–2002) ír nemzetközi játékvezető
- Charles Faultless (1908–1998) skót nemzetközi játékvezető
- Alan Ferguson (1943–) skót nemzetközi játékvezető
- John Ferry (1955–) északír nemzetközi játékvezető
- Dejan Filipović (1973–) szerb nemzetközi játékvezető
- Knud Erik Fisker (1960–) dán nemzetközi játékvezető, edző
- Ian Foote (1933–1995) skót nemzetközi játékvezető
- Aryeh Frost (1948–) izraeli nemzetközi játékvezető

## G
- Ladislav Gádoši (1957–) szlovák nemzetközi játékvezető, sportvezető
- Karol Galba (1921–2009) szlovák nemzetközi játékvezető
- Dermot Gallagher (1957–) ír nemzetközi játékvezető
- Heliodoro Garcia (1919–2002) portugál nemzetközi játékvezető
- António Garrido (1932–2014) portugál nemzetközi játékvezető
- Anton Gecov (1962–) bolgár nemzetközi játékvezető
- Anton Genov (1966–) bolgár nemzetközi játékvezető
- Cvetan Georgiev (1975–) bolgár nemzetközi játékvezető
- Stjepan Glavina (1941–) horvát nemzetközi játékvezető
- John Gordon (1930–2000) skót nemzetközi játékvezető
- John Gow (1930–2017) walesi nemzetközi játékvezető
- Hüseyin Göçek (1976–) török nemzetközi játékvezető
- Dilan Deniz Gökçek (1976–) török nemzetközi játékvezető
- Kadriye Gökçek (1975–) török nemzetközi játékvezető
- Erkan Göksel (1940–) török nemzetközi játékvezető
- Mervyn Griffiths (1909–1974) walesi nemzetközi játékvezető
- Orel Grinfeld (1981–) izraeli nemzetközi játékvezető
- Guðjón Finnbogason (1927–2017) válogatott izlandi labdarúgó, edző, nemzetközi játékvezető
- Guðmundur Haraldsson (1944–) izlandi nemzetközi játékvezető
- Milivoje Gugulović (1922–2002) szerb nemzetközi játékvezető
- Leif Gulliksen (1913–1977) norvég nemzetközi játékvezető
- Alekszandr Gvardisz (1965–) orosz nemzetközi játékvezető
- Gylfi Thór Orrason (1959–) izlandi nemzetközi játékvezető

## H
- Tom Harald Hagen (1978–) norvég nemzetközi játékvezető
- Einar Halle (1943–) norvég nemzetközi játékvezető
- Alain Hamer (1965–) luxemburgi nemzetközi játékvezető
- Anri Hänninen (1972–) finn nemzetközi játékvezető
- Frede Hansen (1923–?) dán nemzetközi játékvezető
- Kenn Hansen (1980–) dán nemzetközi játékvezető
- Sophus Hansen (1889–1962) válogatott dán labdarúgó, nemzetközi játékvezető
- Terje Hauge (1965–) norvég nemzetközi játékvezető
- Rolf Haugen (1941–2024) norvég nemzetközi játékvezető
- Richard Havrilla (1966–) szlovák nemzetközi játékvezető
- Kirsi Heikkinen (1978–) finn nemzetközi játékvezető
- Leo Helge (1910–1987) dán nemzetközi játékvezető
- Anders Hermansen (1973–) dán nemzetközi játékvezető
- Juha Hirviniemi (1959–) finn nemzetközi játékvezető
- Martti Hirviniemi (1933–2005) finn nemzetközi játékvezető
- Nyikolaj Hlopotyin (1913–1991) orosz nemzetközi játékvezető
- Vitalij Hoduljan (1968–) ukrán nemzetközi játékvezető
- Tore Hollung (1954–) norvég nemzetközi játékvezető
- Kenneth Hope (1941–2021) skót nemzetközi játékvezető
- Joszip Horvat (1924–2009) horvát nemzetközi játékvezető
- Alan Howells (1960–) walesi nemzetközi játékvezető
- Arsen Hoxha (1949–) albán nemzetközi játékvezető
- Vladimír Hriňák (1964–2012) szlovák nemzetközi játékvezető
- Szergej Huszainov (1954–) orosz nemzetközi játékvezető
- George Hyndes (1939–2010) északír nemzetközi játékvezető
- Jouni Hyytiä (1964–) finn nemzetközi játékvezető

## I, Í
- Karol Ihring (1953–) szlovák nemzetközi játékvezető, sportvezető
- Alexandra Ihringova (1975–) szlovák nemzetközi játékvezető
- Leslie Irvine (1958–) északír nemzetközi játékvezető
- Lassin Isaksen (1961–) feröeri nemzetközi játékvezető
- Itzhak Ben Itzhak (1948–) izraeli nemzetközi játékvezető
- Ovadia Ben Itzhak (1944–) izraeli nemzetközi játékvezető
- Anatolij Ivanov (1928–2013) orosz nemzetközi játékvezető
- Nyikolaj Ivanov (1964–) orosz nemzetközi játékvezető
- Valentyin Ivanov (1961–) szovjet-orosz labdarúgó, nemzetközi játékvezető
- Trajan Ivanovski (1917–1995) macedón nemzetközi játékvezető

## J
- Alexander Jacobsen (1944–2011) dán nemzetközi játékvezető
- Ladislav Jakše (1932–?) szlovén nemzetközi játékvezető
- Albano Janku (1967–) albán nemzetközi játékvezető
- Álón Jefet (1972–) izraeli nemzetközi játékvezető
- Lorenc Jemini (1974–) albán nemzetközi játékvezető
- Andréasz Jeorjíu (1956–) ciprusi nemzetközi játékvezető
- Panajótisz Jeraszímu (1963–) ciprusi nemzetközi játékvezető
- Jerászimosz Jermanákosz (1941–2016) görög nemzetközi játékvezető
- Mihálisz Jermanákosz (1967–) görög nemzetközi játékvezető
- Jóhannes Valgeirsson (1968–) izlandi nemzetközi játékvezető
- Zdravko Jokić (1946–) szerb nemzetközi játékvezető
- Iorwerth Jones (1927–2023) walesi nemzetközi játékvezető
- Carl Jørgensen (1912–?) dán nemzetközi játékvezető
- Fran Jović (1984–) horvát nemzetközi játékvezető
- Matej Jug (1980–) szlovén nemzetközi játékvezető
- Romualdas Juška (1942–) litván nemzetközi játékvezető

## K
- Hannes Kaasik (1978–) észt nemzetközi játékvezető
- Paníkosz Kailísz (1965–) ciprusi nemzetközi játékvezető
- Besnik Kaimi (1952–) albán nemzetközi játékvezető
- Anasztásziosz Kákosz (1970–) görög nemzetközi játékvezető
- Sten Kaldma (1968–) észt nemzetközi játékvezető
- Jovan Kaluđerović (1977–) montenegrói nemzetközi játékvezető
- Ausra Kance (1975–) litván nemzetközi játékvezető
- Kósztasz Kapitanísz (1964–) ciprusi nemzetközi játékvezető
- İlhami Kaplan (1959–) török nemzetközi játékvezető
- Kósztasz Kapszósz (1949–) ciprusi nemzetközi játékvezető
- Szergej Karaszjov (1979–) orosz nemzetközi játékvezető
- Petteri Kari (1971–) finn nemzetközi játékvezető
- Vibeke Karlsen (1967–) norvég nemzetközi játékvezető
- Wolf Karni (1911–1996) finn nemzetközi játékvezető
- Geórgiosz Kásznaférisz (1967–) görög nemzetközi játékvezető
- Pavel Kazakov (1928–2012) orosz nemzetközi játékvezető
- Alan Kelly (1975–) ír nemzetközi játékvezető, sportvezető
- Patrick Kelly (1949–) ír nemzetközi játékvezető
- Howard King (1946–) walesi nemzetközi játékvezető
- Clive Kingston (1915–1994) walesi nemzetközi játékvezető
- Mihálisz Kiriakídisz (1930–?) ciprusi nemzetközi játékvezető
- Ávráhám Klein (1934–) izraeli nemzetközi játékvezető
- Jurij Kljucsnyikov (1963–) orosz nemzetközi játékvezető
- Ilkka Koho (1958–) finn nemzetközi játékvezető
- Todor Kolev (1942–) válogatott bolgár labdarúgó, nemzetközi játékvezető
- Dragiša Komadinić (1949–2022) szerb nemzetközi játékvezető
- Dani Koren (1957–) izraeli nemzetközi játékvezető
- Drago Koš (1961–) szlovén nemzetközi játékvezető
- Petar Kostovski (1925–2004) macedón nemzetközi játékvezető
- Plarent Kotherja (1951–) albán nemzetközi játékvezető
- Robert Krajnc (1969–) szlovén nemzetközi játékvezető
- Peter Kralović (1983–) szlovák nemzetközi játékvezető
- Dušan Krchňák (1947–) szlovák nemzetközi játékvezető
- Thoralf Kristiansen (1900–1954) norvég nemzetközi játékvezető
- Kristinn Jakobsson (1969–) izlandi nemzetközi játékvezető
- Karlo Kruasvili (1927–2002) grúz nemzetközi játékvezető
- Georg Krutelev (1928–2008) finn nemzetközi játékvezető
- Ivan Kružliak (1984–) szlovák nemzetközi játékvezető
- Jórgosz Kukulákisz (1944–2020) görög nemzetközi játékvezető
- Mikhálisz Kukulákisz (1975–) görög nemzetközi játékvezető
- Alekszej Kulbakov (1979–) fehérorosz nemzetközi játékvezető
- Andréasz Kuniédisz (?–?) ciprusi nemzetközi játékvezető
- Szergo Kvarachelia (1958–) grúz nemzetközi játékvezető

## L
- Mauri Laakso (1931–2018) finn nemzetközi játékvezető
- Timoléon Láciosz (1930–2021) görög nemzetközi játékvezető
- Nikólaosz Lagojánisz (1937–2016) görög nemzetközi játékvezető
- Romāns Lajuks (1964–) lett nemzetközi játékvezető
- Makszim Lajuskin (1972–) orosz labdarúgó, nemzetközi játékvezető
- Finn Lambek (1957–) dán nemzetközi játékvezető
- Claus Bo Larsen (1965–) dán nemzetközi játékvezető
- Jørn West Larsen (1955–) dán nemzetközi játékvezető
- Antero Lartola (1924–1994) finn nemzetközi játékvezető
- Nyikolaj Latisev (1913–1999) orosz nemzetközi játékvezető
- Valdemar Laursen (1900–1989) válogatott dán labdarúgó, nemzetközi játékvezető, újságíró
- Szaso Lazarevszki (1961–) macedón nemzetközi játékvezető
- Fernando Santos Leite (1926–1973) portugál nemzetközi játékvezető
- Leo Lemešić (1908–1978) jugoszláv válogatott horvát labdarúgó, edző, nemzetközi játékvezető, sportvezető
- Arthur Lentini (1923–1986) máltai nemzetközi játékvezető
- Nyikolaj Levnyikov (1956–) orosz nemzetközi játékvezető
- Liran Liany (1977–) izraeli nemzetközi játékvezető
- Valentyin Lipatov (1932–2016) orosz nemzetközi játékvezető
- Haim Lipkovitz (1952–) izraeli nemzetközi játékvezető
- Rudolf Liska (1949–) szlovák nemzetközi játékvezető
- John Lloyd (1948–) walesi nemzetközi játékvezető
- Loízosz Loízu (1959–) ciprusi nemzetközi játékvezető
- Mário Luís (1941–1998) portugál nemzetközi játékvezető
- Ivan Lukjanov (1923–1985) orosz nemzetközi játékvezető
- Henning Lund-Sørensen (1942–) dán nemzetközi játékvezető

## M
- Martin Macko (1920–1977) szlovák nemzetközi játékvezető
- Robert Madden (1978–) skót nemzetközi játékvezető
- Magnús Pétursson (1932–2022) izlandi nemzetközi játékvezető
- Jari Maisonlahti (1967–) finn nemzetközi játékvezető
- Dušan Maksimović (1940–1998) szerb nemzetközi játékvezető
- Anthony Mangion (1936–2018) máltai nemzetközi játékvezető
- Toma Manojlovski (?–?) macedón nemzetközi játékvezető
- Torben Månsson (1936–) dán nemzetközi játékvezető
- Dusan Marek (1908–1972) horvát nemzetközi játékvezető
- Jozef Marko (1946–) szlovák nemzetközi játékvezető
- Menashe Masiah (1973–) izraeli nemzetközi játékvezető
- Marijan Matančić (1910–1983) szerb nemzetközi játékvezető
- Atanasz Mateev (1933–?) bolgár nemzetközi játékvezető
- Damir Matovinović (1940–) horvát nemzetközi játékvezető
- Anders Mattsson (1943–) finn nemzetközi játékvezető
- Milorad Mažić (1973–) szerb nemzetközi játékvezető
- James McCluskey (1950–2013) skót nemzetközi játékvezető
- Adrian McCourt (1972–) északír nemzetközi játékvezető
- Thomas McCurry (1964–) skót nemzetközi játékvezető
- John McDermott (1956–) ír nemzetközi játékvezető
- Brian McGinlay (1945–) skót nemzetközi játékvezető
- Alastair McKenzie (1930–1997) skót nemzetközi játékvezető
- Paul McKeon (1959–) ír nemzetközi játékvezető
- Frederick McKnight (1945–) ír nemzetközi játékvezető
- Paul McLaughlin (1979–) ír nemzetközi játékvezető
- Steven McLean (1981–) skót nemzetközi játékvezető
- Halil Umut Meler (1986–) török nemzetközi játékvezető
- Vaszil Melnicsuk (1957–) ukrán nemzetközi játékvezető
- Vítor Melo Pereira (1957–) portugál nemzetközi játékvezető
- Alfred Micallef (1954–) máltai nemzetközi játékvezető
- Gunnar Michaelsen (1921–?) dán nemzetközi játékvezető
- Ľuboš Micheľ (1968–) szlovák nemzetközi játékvezető, parlamenti képviselő
- Efthalía Míci (1980–) görög nemzetközi játékvezető
- Hrísztosz Míhasz (1933–2010) görög nemzetközi játékvezető
- Peter Mikkelsen (1960–2019) dán nemzetközi játékvezető
- Anatolij Milcsenko (1938–2011) orosz nemzetközi játékvezető
- Velodi Miminosvili (1942–2023) grúz nemzetközi játékvezető
- Victor Mintoff (1946–) máltai nemzetközi játékvezető
- George Mitchell (1912–1996) skót nemzetközi játékvezető
- Mitko Mitrev (1952–2021) bolgár nemzetközi játékvezető
- Milan Mitrovič (1958–) szlovén nemzetközi játékvezető
- Petrović Mlinarić (1900–1985) horvát nemzetközi játékvezető
- Svein Oddvar Moen (1979–) norvég nemzetközi játékvezető
- Malcolm Moffatt (1937–) északír nemzetközi játékvezető
- Dimitar Momirov (1951–) bolgár nemzetközi játékvezető
- Aléxandrosz Monasztiriótisz (1924–?) görög nemzetközi játékvezető
- Katerina Monzul (1981–) ukrán nemzetközi játékvezető
- Leslie Mottram (1951–) skót nemzetközi játékvezető
- Jack Mowat (1906–1995) skót nemzetközi játékvezető
- William Mullen (1928–2018) skót nemzetközi játékvezető

## N
- Karen Nalbandján (1964–) örmény nemzetközi játékvezető
- Yusuf Namoğlu (1947–) török nemzetközi játékvezető, politikus
- Kaj Nätri (1947–) finn nemzetközi játékvezető
- Borče Nedelkovski (1916–1985) macedón nemzetközi játékvezető
- Egil Nervik (1957–) norvég nemzetközi játékvezető
- Ville Nevalainen (1984–) finn nemzetközi játékvezető
- Gitte Nielsen (1969–) dán nemzetközi játékvezető
- Ib Nielsen (1940–2021) dán nemzetközi játékvezető
- Kim Milton Nielsen (1960–) dán nemzetközi játékvezető
- Sophus Nielsen (1888–1963) válogatott dán labdarúgó, nemzeti játékvezető, szövetségi kapitány
- Tero Nieminen (1973–) finn nemzetközi játékvezető
- Vaszílisz Nikákisz (1953–) görög nemzetközi játékvezető
- Petar Nikolov (1926–?) bolgár nemzetközi játékvezető
- Arnold Nilsen (1928–2010) norvég nemzetközi játékvezető
- Birger Nilsen (1917–1999) norvég nemzetközi játékvezető
- Euan Norris (1977–) skót nemzetközi játékvezető
- Folke Nyberg (1915–1991) finn nemzetközi játékvezető
- Rolf Nyhus (1942–) norvég nemzetközi játékvezető

## O, Ó
- Henry Øberg (1931–2011) norvég nemzetközi játékvezető
- Alois Obtulovic (1921–?) szlovák nemzetközi játékvezető
- Richard O’Hanlon (1955–) ír nemzetközi játékvezető
- Hilmi Ok (1932–2020) török nemzetközi játékvezető
- Roy Helge Olsen (1965–) norvég nemzetközi játékvezető
- William O’Neill (1929–2020) ír nemzetközi játékvezető
- Valerij Onufer (1954–2011) ukrán nemzetközi játékvezető
- Lale Orta (1960–) török labdarúgó, edző, sportkommentátor, nemzetközi játékvezető
- Styrbjörn Oskarsson (1959–) finn nemzetközi játékvezető
- Tom Henning Øvrebø (1966–) norvég nemzetközi játékvezető
- Gwyn Pierce Owen (1934–2019) walesi nemzetközi játékvezető

## Ö, Ő
- Nihat Özbirgül (1934–2012) török nemzetközi játékvezető
- Halis Özkahya (1980–) török nemzetközi játékvezető

## P
- Heinrich Paal (1895–1941) válogatott észt labdarúgó, nemzetközi játékvezető
- Esa Antero Palsi (1947–) finn nemzetközi játékvezető
- Novo Panić (1970–) bosznia-hercegovinai nemzetközi játékvezető
- Szpírosz Papadákosz (1958–) görög nemzetközi játékvezető
- Dimitar Parmakov (1931–) bolgár nemzetközi játékvezető
- John Paterson (1929–2021) skót nemzetközi játékvezető
- Orjo Pättiniemi (1920–1999) finn nemzetközi játékvezető
- Christina Pedersen (1981–) norvég nemzetközi játékvezető
- Edgar Pedersen (1930–?) dán nemzetközi játékvezető
- Rune Pedersen (1963–) norvég nemzetközi játékvezető
- Esko Pekonen (1902–1984) finn nemzetközi játékvezető
- Mika Peltola (1963–) finn nemzetközi játékvezető
- Zoran Petrović (1952–2024) szerb nemzetközi játékvezető
- Vlagyimir Pettaj (1973–2011) orosz nemzetközi játékvezető
- David Philip (1875–1931) skót nemzetközi játékvezető
- Roger Philippi (1952–) luxemburgi nemzetközi játékvezető
- Hugh Phillips (1921–1996) skót nemzetközi játékvezető
- Morag Pirie (1975–) skót nemzetközi játékvezető
- Iván Pláček (1926–1991) szlovák nemzetközi játékvezető
- Milenko Podubski (1898–1960) horvát nemzetközi játékvezető
- Dragutin Poljak (1952–2022) horvát nemzetközi játékvezető
- Mika Popović (1902–1978) szerb nemzetközi játékvezető
- Einer Poulsen (?–?) dán nemzetközi játékvezető
- José Mendes Pratas (1957–2017) portugál nemzetközi játékvezető
- Bujar Pregja (1958–) albán nemzetközi játékvezető
- Pedro Proença (1970–) portugál nemzetközi játékvezető
- Salem Prolić (1955–) bosznia-hercegovinai nemzetközi játékvezető
- Anasztaszija Pusztovojtova (1981–) válogatott orosz labdarúgó, nemzetközi játékvezető

## R
- Radislav Rabrenović (1954–2015) szerb nemzetközi játékvezető
- Miroslav Radoman (1958–) szerb nemzetközi játékvezető
- Pavle Radovanović (1975–) montenegrói nemzetközi játékvezető
- Kaj Rasmussen (1926–2008) dán nemzetközi játékvezető
- Peter Rasmussen (1975–) dán nemzetközi játékvezető
- Marjan Rauš (1933–2009) horvát nemzetközi játékvezető
- Thomas Reynolds (1934–1993) walesi nemzetközi játékvezető
- Ceri Richards (1965–) walesi nemzetközi játékvezető, sportvezető
- Charles Richmond (1968–) skót nemzetközi játékvezető
- Paul Rion (1940–) luxemburgi nemzetközi játékvezető
- Einar Røed (1925–2002) norvég nemzetközi játékvezető
- José Rosa dos Santos (1945–) portugál nemzetközi játékvezető
- Michael Ross (1961–) északír nemzetközi játékvezető
- Dimitar Rumencsev (1919–1993) bolgár nemzetközi játékvezető
- Simo Ruokonen (1948–) finn nemzetközi játékvezető
- Georgi Ruszev (1924–2009) bolgár nemzetközi játékvezető

## S
- Elmar Saar (1908–1981) észt nemzetközi játékvezető, szövetségi kapitány
- Antonio Saldanha (1927–1999) portugál nemzetközi játékvezető
- Anar Salmanov (1980–) azeri nemzetközi játékvezető
- Lawrence Sammut (1959–) máltai nemzetközi játékvezető, sportvezető
- Ľubomír Samotný (1968–) szlovák nemzetközi játékvezető
- Karol Šárka (1927–2016) szlovák nemzetközi játékvezető
- Dimitar Sarlacski (1940–) bolgár nemzetközi játékvezető
- Muzaffer Sarvan (1928–?) török nemzetközi játékvezető
- Oğuz Sarvan (1955–) török nemzetközi játékvezető
- Charles Scerri (1940–2018) máltai nemzetközi játékvezető
- Charles Schaack (1960–) luxemburgi nemzetközi játékvezető
- Yaacov Scheiner (1946–) izraeli nemzetközi játékvezető
- Szerhij Sebek (1960–) ukrán nemzetközi játékvezető
- Zvi Sharir (1945–2014) izraeli nemzetközi játékvezető
- Brendan Shorte (1952–) ír nemzetközi játékvezető
- Carlos Silva Valente (1948–2024) portugál nemzetközi játékvezető
- Kåre Sirevaag (1936–2018) norvég nemzetközi játékvezető
- Željko Širić (1960–) horvát nemzetközi játékvezető
- Eduard Sklovszkij (1933–?) orosz nemzetközi játékvezető
- Bente Skogvang (1962–) norvég nemzetközi játékvezető
- Damir Skomina (1976–) szlovén nemzetközi játékvezető
- George Smith (1943–2019) skót nemzetközi játékvezető
- Robert Ernest Smith (1917–1986) walesi nemzetközi játékvezető
- Szergej Smolik (1965–) fehérorosz nemzetközi játékvezető
- Eric Smyton (1934–1987) északír nemzetközi játékvezető
- Alan Snoddy (1955–) északír nemzetközi játékvezető
- Artur Soares Dias (1979–) portugál nemzetközi játékvezető
- Tage Sørensen (1933–2000) dán nemzetközi játékvezető
- Edvard Šoštarić (1941–2011) szlovén nemzetközi játékvezető
- John Spillane (1949–) ír nemzetközi játékvezető
- Sammy Spillane (1923–2013) ír nemzetközi játékvezető
- Pavel Špoták (1920–1987) szlovák nemzetközi játékvezető
- Igor Šramka (1959–2017) szlovák nemzetközi asszisztens
- Knud Stadsgaard (1960–) dán nemzetközi játékvezető
- Vasa Stefanović (1906–1979) szerb nemzetközi játékvezető
- Marijo Strahonja (1975–) horvát nemzetközi játékvezető
- Anton Stredák (1963–) szlovák nemzetközi játékvezető
- David Suheil (1951–) izraeli nemzetközi játékvezető
- Viktor Svecov (1968–) ukrán nemzetközi játékvezető
- Michael Svendsen (1967–) dán nemzetközi játékvezető
- David Syme (1944–2020) skót nemzetközi játékvezető

## Sz
- Anasztásziosz Szidirópulosz (1979–) görög nemzetközi játékvezető
- Szokratisz Szokratusz (?–) ciprusi nemzetközi játékvezető, sportvezető
- Lube Szpaszov (1949–) bolgár nemzetközi játékvezető
- Alekszej Szpirin (1952–2024) orosz nemzetközi játékvezető
- Cvetan Sztanev (1927–1997) bolgár nemzetközi játékvezető
- Alekszandar Sztavrev (1977–) macedón nemzetközi játékvezető
- Atanasz Sztavrev (1918–1990) bolgár nemzetközi játékvezető
- Dimitar Sztojanov (1907–) bolgár nemzetközi játékvezető
- Miroszlav Sztupar (1941–) ukrán nemzetközi játékvezető
- Sztanyiszlav Szuhina (1968–) orosz nemzetközi játékvezető

## T
- Jordan Takov (1916–?) bolgár nemzetközi játékvezető
- Vlado Tauzes (1932–2016) szlovén nemzetközi játékvezető
- Branislav Tešanić (1920–1984) horvát nemzetközi játékvezető
- Kósztasz Theodótu (1965–) ciprusi nemzetközi játékvezető
- Svein Inge Thime (1940–2014) norvég nemzetközi játékvezető
- Clive Thomas (1936–) walesi nemzetközi játékvezető
- Thomas Thompson (1902–1981) északír nemzetközi játékvezető
- Craig Thomson (1972–) skót nemzetközi játékvezető
- Sztaniszlav Todorov (1976–) bolgár nemzetközi játékvezető
- Þorvaldur Árnason (1982–) izlandi nemzetközi játékvezető
- Kristo Tohver (1981–) észt nemzetközi játékvezető
- Metin Tokat (1960–) török nemzetközi játékvezető
- Talat Tokat (1937–) török nemzetközi játékvezető
- Erman Toroğlu (1948–) török nemzetközi játékvezető
- Hilal Tuba Tosun Ayer (1970–) török nemzetközi játékvezető
- Leóntiosz Tráttu (1973–) ciprusi nemzetközi játékvezető
- Edo Trivković (1964–) horvát nemzetközi játékvezető
- İhsan Türe (1946–2010) török nemzetközi játékvezető

## Ty
- Ivan Tyimosenko (1941–2007) orosz nemzetközi játékvezető

## U, Ú
- Atanasz Uzunov (1955–) bolgár nemzetközi játékvezető

## V
- Robert Valentine (1939–) skót nemzetközi játékvezető
- Leonídasz Vamvakópulosz (?–?) görög nemzetközi játékvezető
- Periklísz Vaszilákisz (1955–) görög nemzetközi játékvezető
- Antoniosz Vasszárasz (1938–2007) görög nemzetközi játékvezető
- Kírosz Vasszárasz (1966–) görög nemzetközi játékvezető
- Thomas Vejlgaard (1972–) dán nemzetközi játékvezető
- José Vieira da Costa (1908–1981) portugál nemzetközi játékvezető
- Max Viinioksa (1905–1977) válogatott finn labdarúgó, nemzetközi játékvezető
- Slavko Vinčić (1979–) szlovén nemzetközi játékvezető
- Života Vlajić (1933–?) szerb nemzetközi játékvezető
- Vladimir Vnuk (1978–) szlovák nemzetközi játékvezető
- Nicolai Vollquartz (1965–) dán nemzetközi játékvezető
- Szotírisz Vorjiász (1953–) görög nemzetközi játékvezető
- Ante Vučemilović-Šimunović (1974–) horvát nemzetközi játékvezető
- Mikko Vuorela (1967–) finn nemzetközi játékvezető

## W
- Andrew Waddell (1950–) skót nemzetközi játékvezető
- Thomas Wharton (1927–2005) skót nemzetközi játékvezető
- Mark Whitby (1973–) walesi nemzetközi játékvezető
- Hugh Wilson (1936–) északír nemzetközi játékvezető
- Malcolm Wright (1932–2016) északír nemzetközi játékvezető

## X
- Kósztasz Xanthúlisz (?–?) ciprusi nemzetközi játékvezető
- Asim Xudiyev (1957–) azeri labdarúgó, nemzetközi játékvezető, sportvezető

## Y
- Bülent Yavuz (1950–2021) török nemzetközi játékvezető
- Bülent Yıldırım (1972–) török nemzetközi játékvezető
- William Young (1955–) skót nemzetközi játékvezető

## Z
- Igor Zaharov (1966–) orosz nemzetközi játékvezető
- Konstantin Zečević (1922–2015) szerb nemzetközi játékvezető
- Mitja Žganec (1983–) szlovén nemzetközi játékvezető
- Nikólaosz Zlatánosz (1934–2019) görög nemzetközi játékvezető
- Hrisztóforosz Zográfosz (1969–) görög nemzetközi játékvezető
- Siniša Zrnić (1970–) bosznia-hercegovinai nemzetközi játékvezető
- Anvar Zverev (1920–1973) orosz nemzetközi játékvezető

## Zs
- Jordan Zsezsov (1938–2011) bolgár nemzetközi játékvezető
- Vadzim Zsuk (1952–) fehérorosz nemzetközi játékvezető